# Diane von Fürstenberg
Diane von Fürstenberg, née Diane Simone Michelle Halfin le 31 décembre 1946 à Bruxelles, est une créatrice de mode féminine, femme d'affaires et philanthrope américaine. Selon le magazine Forbes, elle est la soixante-quinzième femme la plus puissante du monde en 2015.

## Biographie et carrière
Diane Halfin naît le 31 décembre 1946 au sein d'une famille juive d'origine moldave et grecque ayant émigré en Belgique en 1929. Son père, Léon Halfin, est Moldave. Sa mère, Liliane Nahmias, est originaire de Thessalonique en Grèce mais vit depuis son enfance en Belgique. Après la guerre, celle-ci est rescapée d'Auschwitz et Ravensbrück (camp annexe de Neustadt-Glewe (de)). Diane Halfin vit jusqu'à l'âge de treize ans à Bruxelles, puis part en Suisse pour ses études en internat. Elle rencontre au collège puis épouse plus tard, contre la volonté de ses parents et de ses futurs beaux-parents, le prince Egon von Fürstenberg, passionné de mode comme elle, à Montfort-l'Amaury, le 16 juillet 1969. Son mari est fortuné, son père étant le prince Tassilo von Fürstenberg de la Maison von und zu Fürstenberg, et sa mère étant issue de la puissante famille d'industriels Agnelli . Mais, après la naissance de deux enfants, le mariage ne dure pas dans un contexte de jet set internationale et de débordements. Le couple divorce deux ans et demi plus tard. La jeune femme conserve toutefois le droit de porter le nom de son ex-mari, qui lui sert de tremplin social. Elle travaille à l'agence d'Albert Koski à Paris puis part en Italie où elle apprend les bases des tissus, dont le jersey, et de l'impression sur textile. 
Elle arrive à New York en 1970 et débute dans la mode, imaginant sa future « wrap dress », une robe portefeuille ; elle est alors soutenue par l'influente Diana Vreeland,. Avec 30 000 dollars d'investissements et quelques soutiens influents, elle fonde sa marque en 1972 et lance une robe-chemise en jersey accompagnée d'un haut. Quelques années après, ces deux pièces de vêtements sont « fondus » et deviennent la « wrap dress » ou robe portefeuille ; celle-ci devient alors rapidement un véritable phénomène de mode.
À 30 ans Diane von Fürstenberg fait la couverture de Newsweek et plus tard du Wall Street Journal , grâce à cette création emblématique exposée au Costume Institute du MoMA, et qu'elle porte régulièrement. Elle fréquente le Studio 54 dans les années 1970. Andy Warhol fait alors des portraits d'elle : en 1974 en rouge et marron, puis de nouveau en 1984 en bleu et blanc. En 1975, sa marque produit 15 000 robes par semaine. 
Elle épouse en 2001 l'homme d'affaires et spécialiste du télé-achat Barry Diller, producteur hollywoodien d'origine juive comme elle, avec qui elle promet, en 2010, de reverser 50 % de sa fortune à des organisations caritatives, dans le cadre de « The Giving Pledge ». Socialite, elle fait régulièrement l'objet d'articles dans les rubriques de la presse mondaine et dans les revues de mode.
Elle est la fondatrice et coprésidente de la société Diane von Fürstenberg (DVF), une marque de luxe qui distribue prêt-à-porter féminin, chaussures, sacs à main et accessoires. Le siège de l'entreprise est situé à New York. Les collections de l'entreprise sont distribuées dans plus de 70 pays et 1 500 points de vente. 
Elle est présidente du conseil des créateurs de mode américains depuis 2006, dont elle a reçu le prix « Geoffrey Beene Lifetime Award » en 2005, la récompensant pour son impact et son influence dans la mode.
Diane von Fürstenberg a lancé une collection de lunettes Google Glass, après que celles-ci aient été portées lors de son défilé prêt-à-porter printemps-été 2013 à la New York Fashion Week.
Elle a lancé sa propre émission de télé-réalité, House of DVF, dont la première saison est diffusée en novembre et décembre 2014 sur la chaîne E!.

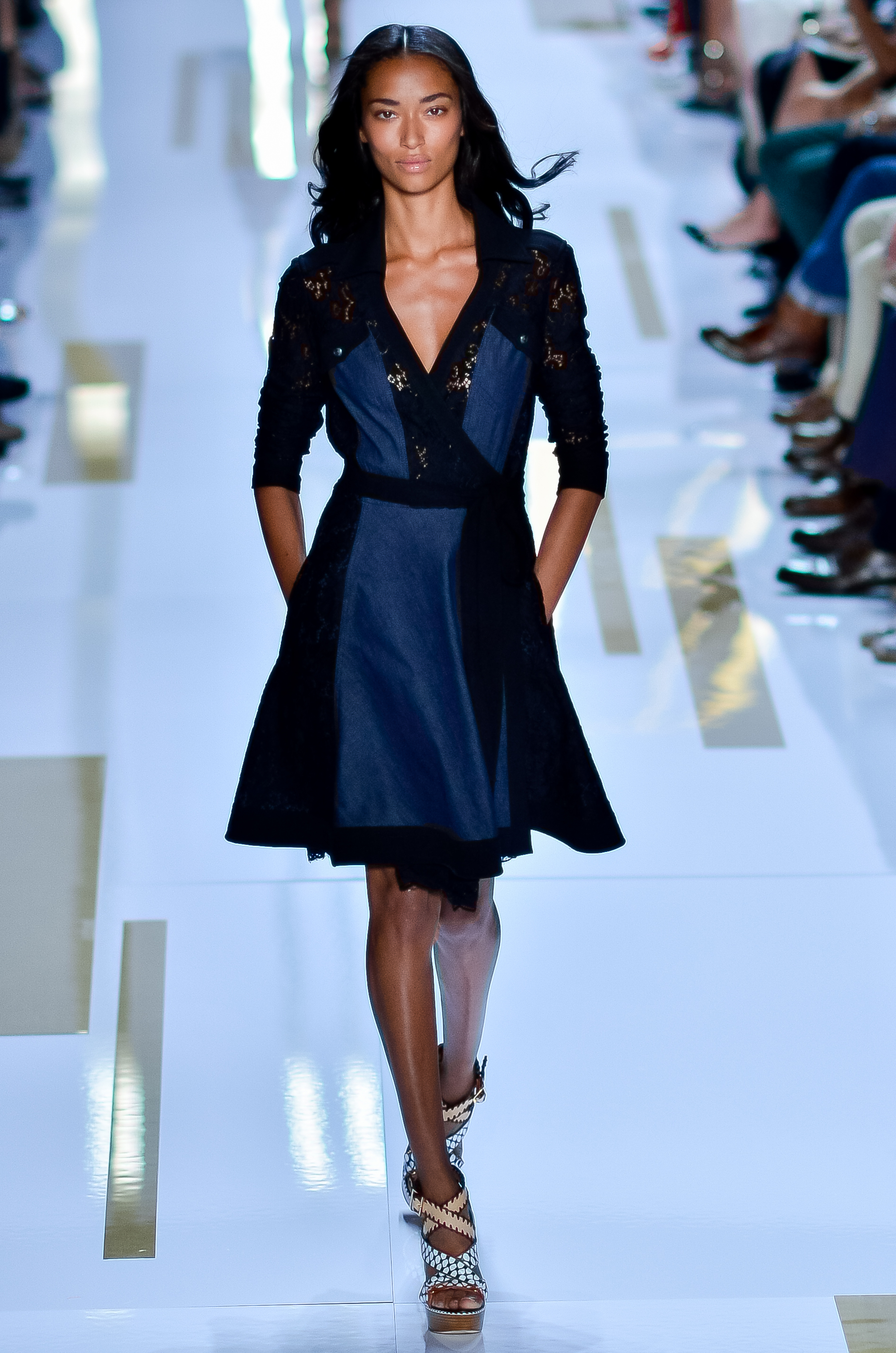
Collection 2014.

En 2014, elle est désignée 68e femme la plus puissante du monde par le magazine Forbes, faisant d'elle également la femme la plus puissante du secteur de la mode.
Les créations de Diane von Fürstenberg ont été portées par de nombreuses célébrités, notamment Michelle Obama, la duchesse de Cambridge, Madonna, Jessica Alba, Blake Lively et Jennifer Lopez. Elle divise sa carrière en trois phases : l'« American Dream » alors qu'elle a une vingtaine d'années, la seconde à partir de 1997 où elle relance ses affaires, et la troisième dans les années 2010 où elle souhaite pérenniser sa marque. 
Elle soutient Hillary Clinton lors de l'élection américaine de 2016 et collecte des fonds pour elle.
En 2020, elle reçoit, des mains de Christine Lagarde, la Légion d'honneur,.

## Titres et honneurs

### Titulature
- 31 décembre 1946 - 16 juillet 1969 : Madame Diane Halfin
- 16 juillet 1969 - 1983 : Son Altesse Sérénissime Diane, princesse Egon von und zu Fürstenberg
- depuis 1983 : Madame Diane von Fürstenberg

### Décorations
- Chevalier de la Légion d'honneur (2020)[16]
- Commandeur de l'ordre de la Couronne (2021)[17]

### Source
- Anne-Françoise Moyson, « Diane von Furstenberg : la vie est un roman », L'Express Styles, vol. supplément à L'Express,‎ 16 avril 2014, p. 52 à 55.